# Três Barras
Três Barras este un oraș în Santa Catarina (SC), Brazilia.